# Adnan Čustović
Adnan Čustović (Mostar, 14 april 1978) is een Bosnisch voetbalcoach en voormalig voetballer. Als voetballer speelde hij doorgaans als aanvaller. Hij kwam uit voor onder meer Le Havre, Stade Lavallois, Amiens SC, Excelsior Moeskroen, KAA Gent en Beerschot AC.

## Spelerscarrière

### Clubcarrière
Na zeven seizoenen in Frankrijk gespeeld te hebben, streek Čustović in 2005 neer in de Belgische competitie. Bij Excelsior Moeskroen was hij in drieëneenhalf seizoen goed was voor 48 doelpunten. Met de Henegouwers verloor hij in 2006 ook de finale van de Beker van België: tegen Zulte Waregem wiste Čustović de openingsgoal van Stefan Leleu uit, maar in de blessuretijd scoorde Tim Matthys het winnende doelpunt voor de West-Vlamingen.
In de winter van 2009 trok Čustović naar AA Gent, waarmee hij in 2010 wél de Beker van België won – hij kwam in de finale evenwel niet in actie. In het seizoen 2009/10 was Čustović met zijn elf doelpunten een belangrijke schakel in het elftal dat de Beker won en tweede werd in de Jupiler Pro League. Desondanks paste hij in de zomer van 2010 niet in de plannen van de nieuwe trainer Francky Dury, waarop de Bosniër na anderhalf jaar vertrok bij Gent en voor Germinal Beerschot ging spelen.
Bij de Antwerpse club liep het wat minder voor Čustović: in 47 wedstrijden wist de aanvaller slechts 6 keer te scoren. In de winter van 2012 werd hij uitgeleend aan derdeklasser Royal Mouscron-Péruwelz, de opvolger van zijn intussen failliete ex-club Excelsior Moeskroen. In de zomer van 2012 trok de transfervrije Čustović naar derdeklasser RFC Tournai, waar hij twee jaar later zijn spelerscarrière afsloot.

### Interlandcarrière
Čustović debuteerde in het nationale elftal van Bosnië en Herzegovina op 24 maart 2007 tegen Noorwegen in Oslo. De wedstrijd werd gewonnen door Bosnië en Herzegovina met 1-2. In zijn tweede wedstrijd voor Bosnië en Herzegovina op 2 juni 2007 scoorde hij als invaller tegen Turkije in de 89ste minuut, waardoor Bosnië en Herzegovina met 3-2 won en de ongeslagen Euro 2008-kwalificatiereeks van Turkije beëindigde.

## Trainerscarrière

### KV Kortrijk & KV Oostende
Čustović werd in juni 2014 assistent-trainer van Yves Vanderhaeghe bij KV Kortrijk. Op het einde van het seizoen volgde Čustović zijn leermeester naar KV Oostende. Na het ontslag van Vanderhaeghe op 19 september 2017 kreeg Čustović vier weken de tijd om zich als interim-trainer te bewijzen. In zijn eerste wedstrijd won hij een bekerwedstrijd tegen Union Sint-Gillis en in de competitie pakte hij 4 op 9 tegen KRC Genk, KV Kortrijk en Club Brugge. Op 17 oktober 2017 liet KV Oostende weten dat Čustović definitief zou aanblijven als hoofdtrainer. Čustović haalde Oostende uit de degradatiezone en eindigde in de reguliere competitie uiteindelijk op de elfde plaats. Toch moest de Bosniër op het einde van het seizoen vertrekken, omdat KV Oostende na de overname door Peter Callant een nieuwe weg wilde inslaan. Čustović werd opgevolgd door Gert Verheyen.

### Waasland-Beveren
Op 17 november 2018 werd Čustović de nieuwe trainer van Waasland-Beveren, dat op dat moment veertiende stond met één punt meer dan hekkensluiters Excel Moeskroen en Sporting Lokeren. Čustović startte met een 0 op 6 tegen Excel Moeskroen en KAS Eupen, waardoor Waasland-Beveren afzakte naar de laatste plaats, maar vervolgens pakte de club 9 op 9 tegen Club Brugge, Antwerp FC en KSC Lokeren. Na een reeks van vijf wedstrijden op rij zonder overwinning zette Čustović op 16 februari 2019 tegen AA Gent met zijn vierde competitiezege in dienst van Waasland-Beveren een belangrijke stap in het behoud van de club in de Jupiler Pro League.
In het daaropvolgende seizoen verloor Čustović vier van de vijf eerste wedstrijden tegen Club Brugge, Antwerp FC, KRC Genk en Cercle Brugge. Tussendoor werd nog 1-1 gelijkgespeeld op het veld van KAS Eupen. Door het verlies tegen hekkensluiter Cercle Brugge met de daaropvolgende overname van de laatste plaats werd Čustović op 26 augustus 2019 ontslagen. Čustović werd op 30 augustus 2019 opgevolgd door Arnauld Mercier.

### KV Oostende (II) & Bosnië
Op het einde van het seizoen 2019/20 zou Čustović opnieuw in de degradatiestrijd verwikkeld raken, want op 3 maart 2020 maakte KV Oostende bekend dat de Bosniër de opvolger zou worden van Dennis van Wijk. Oostende stond op dat moment – op twee speeldagen van het einde van de reguliere competitie – voorlaatste met amper twee punten meer dan hekkensluiter Waasland-Beveren. Čustović bleef ook aan de slag bij Bosnië en Herzegovina, waar hij sinds januari de assistent van bondscoach Dušan Bajević was. De tweede passage van Čustović duurde slechts een wedstrijd: na de 2-4-nederlaag tegen RC Genk op de 29e speeldag werd de Jupiler Pro League stilgelegd vanwege de coronapandemie, en in juni 2020 stelde KV Oostende met Alexander Blessin een nieuwe trainer aan.
Met Bosnië en Herzegovina greep hij in 2020 naast kwalificatie voor het EK 2020: in de play-offs sneuvelden de Bosniërs in de halve finale na strafschoppen tegen Noord-Ierland. In de UEFA Nations League eindigde Bosnië en Herzegovina in Divisie A laatste in een groep met Italië, Nederland en Polen, waarop het naar Divisie B degradeerde. In december 2020 liep zijn contract bij Bosnië en Herzegovina af.

### Shanghai SIPG
In januari 2021 ging Čustović aan de slag als assistent van hoofdtrainer Ivan Leko bij de Chinese eersteklasser Shanghai SIPG. Leko en Čustović leerden elkaar een paar jaar eerder kennen op de Pro Licence-cursus. In januari 2022 keerde Čustović op eigen initiatief terug naar België, terwijl Leko in China bleef.

### KV Kortrijk
Op 1 september 2022 werd Čustović aangesteld als trainer van KV Kortrijk. De Kortrijkzanen waren het seizoen begonnen met Karim Belhocine als trainer, maar de Algerijnse Fransman werd na 4 op 18 en een voorlaatste plaats in het klassement ontslagen. Voor Čustović was het een terugkeer naar het oude nest, want in het seizoen 2014/15 had hij al in het Guldensporenstadion gewerkt als assistent van Yves Vanderhaeghe.
Čustović begon met een 0-1-zege bij KAS Eupen, die Kortrijk meteen deed oprukken naar de twaalfde plek in het klassement – weliswaar nog steeds maar twee punten boven hekkensluiters Zulte Waregem en Cercle Brugge. Twee nederlagen later (1-4 tegen KV Mechelen en 4-1 tegen RSC Anderlecht) verraste Kortrijk op 2 oktober 2022 de Belgische voetbalwereld door met 2-1 te winnen van Antwerp FC, dat de competitie was begonnen met een verbluffende 27 op 27. De zege van Kortrijk werd echter overschaduwd door de heisa rond Didier Lamkel Zé, die na de wedstrijd een heleboel racistische berichten aan zijn adres kreeg nadat hij zijn ex-club geprovoceerd had.
De zege werd opnieuw gevolgd door twee nederlagen, ditmaal tegen KRC Genk (2-1) en Zulte Waregem (1-3). Ook tegen Sporting Charleroi leek Kortrijk op weg naar een nederlaag, maar in de 88e minuut redde Felipe Avenatti alsnog een punt voor de bezoekers. Het leverde Kortrijk nauwelijks iets op, want na de 1 op 9 tegen Genk, Zulte Waregem en Charleroi was Kortrijk weggezakt naar een gedeelde laatste plaats in het klassement.
Op de dertiende competitiespeeldag rukte KV Oostende zich los van het viertal onderin door Zulte Waregem met 2-1 te verslaan en degradatieconcurrenten Zulte Waregem, RFC Seraing en KV Kortrijk te zien verliezen. De Kortrijkzanen verloren thuis met 0-2 van KVC Westerlo, dat meer dan een uur met elf tegen tien speelde nadat Pape Habib Gueye nog voor het halfuur rood kreeg. Een kleine week later zette Kortrijk weer een klein pasje vooruit door 1-1 gelijk te spelen tegen Cercle Brugge, terwijl Seraing en Zulte Waregem verloren. Het was Billal Messaoudi, die kort ervoor nog werd uitgefloten door zijn eigen supporters, die het openingsdoelpunt van Boris Popovic uitwiste.
In de twee daaropvolgende competitiewedstrijden schoot Kortrijk zichzelf in de voet door in de eerste helft rood te pakken: in de 3-1-nederlaag tegen KV Oostende kreeg Habib Keïta in de 34e minuut een tweede gele kaart bij een 1-1-tussenstand, in de 0-4-nederlaag tegen KAA Gent kreeg Kristof D'Haene rechtstreeks rood na een zware tackle op Matisse Samoise. Diezelfde D'Haene was een week eerder ook al in tranen uitgebarsten na een hevige discussie met een groep Kortrijk-supporters, die in opstand kwamn omdat de club op een degradatieplaats stond. Een paar dagen later werd Didier Lamkel Zé, die in augustus voor een half miljoen euro was overgekomen maar voornamelijk opviel met extrasportieve zaken, disciplinair geschorst.
Op 14 november 2022 werd Čustović na amper twaalf officiële wedstrijden (elf competitiewedstrijden en een gewonnen bekerwedstrijd tegen RWDM) ontslagen. Kortrijk stond op dat moment voorlaatste met amper één punt meer dan hekkensluiter RFC Seraing. Een paar dagen later werd Čustović opgevolgd door Bernd Storck. 

### Hajduk Split
In januari 2023 ging Čustović aan de slag als assistent-trainer van Hajduk Split, waar Ivan Leko kort daarvoor was aangesteld als hoofdtrainer. Het werd hun tweede samenwerking, nadat Čustović eerder diende onder Leko bij Shanghai SIPG. Met onder andere Nikola Kalinić en Agustin Anello in de kern werden ze in hun eerste halve seizoen bij Hajduk Split vicelandskampioen en wonnen ze op 24 mei 2023 de Kroatische voetbalbeker. In het seizoen 2023/24 klom Hajduk Split al gauw naar de leiderspositie, maar na vier nederlagen in zes competitiewedstrijden werd Leko – en bijgevolg ook Čustović – op 23 oktober 2023 ontslagen.

### Gol Gohar Sirjan FC
Ruim een jaar na zijn vertrek bij Hajduk Split vond Čustović een nieuwe club in het buitenland: de Bosniër ging aan de slag als assistent van Mehdi Tartar bij de Iraanse eersteklasser Gol Gohar Sirjan FC.

## Statistieken
| Seizoen | Club                      | Land      | Competitie     | Wedst | Goals |
| ------- | ------------------------- | --------- | -------------- | ----- | ----- |
| 1998/99 | Le Havre AC               | Frankrijk | Ligue 1        | 9     | 0     |
| 1999/00 | Le Havre AC               | Frankrijk | Ligue 1        | 7     | 1     |
| 2000/01 | Le Havre AC               | Frankrijk | Ligue 2        | 11    | 1     |
| 2001/02 | Le Havre AC               | Frankrijk | Ligue 2        | 0     | 0     |
| 2002/03 | Stade Lavallois           | Frankrijk | Ligue 2        | 32    | 8     |
| 2003/04 | Stade Lavallois           | Frankrijk | Ligue 2        | 25    | 3     |
| 2004/05 | Amiens SC                 | Frankrijk | Ligue 2        | 20    | 4     |
| 2005/06 | Excelsior Moeskroen       | België    | Jupiler League | 27    | 8     |
| 2006/07 | Excelsior Moeskroen       | België    | Jupiler League | 32    | 18    |
| 2007/08 | Excelsior Moeskroen       | België    | Jupiler League | 30    | 9     |
| 2008/09 | Excelsior Moeskroen       | België    | Jupiler League | 15    | 10    |
| 2008/09 | KAA Gent                  | België    | Jupiler League | 13    | 4     |
| 2009/10 | KAA Gent                  | België    | Jupiler League | 27    | 9     |
| 2010/11 | KAA Gent                  | België    | Jupiler League | 2     | 0     |
| 2010/11 | Germinal Beerschot        | België    | Jupiler League | 31    | 5     |
| 2011/12 | Beerschot AC              | België    | Jupiler League | 15    | 1     |
| 2011/12 | → Royal Mouscron-Péruwelz | België    | Derde klasse   | 10    | 5     |
| 2012/13 | RFC Tournai               | België    | Derde klasse B | 29    | 15    |
| 2013/14 | RFC Tournai               | België    | Derde klasse B | 27    | 6     |
|         |                           |           | Totaal         | 317   | 93    |